# Jani Tuppurainen
Jani Tuppurainen (* 30. März 1980 in Oulu) ist ein ehemaliger finnischer Eishockeyspieler. 

## Karriere
Jani Tuppurainen begann seine Karriere als Eishockeyspieler in seiner Heimatstadt in der Nachwuchsabteilung von Kiekko-Oulu, in der er bis 1999 aktiv war. Anschließend spielte er eineinhalb Jahre lang für Chicago Freeze in der nordamerikanischen Juniorenliga North American Hockey League, ehe er für ebenfalls eineinhalb Spielzeiten zu seinem Heimatverein Kiekko-Oulu zurückkehrte, mit dem er am Spielbetrieb der drittklassigen Suomi-sarja teilnahm. Von 2002 bis 2005 lief der Flügelspieler für Hokki Kajaani in der zweiten finnischen Spielklasse, der Mestis, auf. Zudem kam er in der Saison 2002/03 zu acht Einsätzen als Leihspieler für Kärpät Oulu. 
Von 2005 bis 2008 lief Tuppurainen für KalPa Kuopio aus der SM-liiga auf, wobei er die Saison 2007/08 beim Färjestad BK aus der schwedischen Elitserien beendete.
Zur Saison 2008/09 unterschrieb Tuppurainen einen Vertrag bei JYP Jyväskylä, mit dem er am Saisonende den finnischen Meistertitel gewann. Diesen Erfolg konnte er mit seiner Mannschaft in der Saison 2011/12 wiederholen. Vor allem am Gewinn des Meistertitels 2012 hatte er großen Anteil. In den Playoffs war er der Spieler mit der besten Plus/Minus-Bilanz und wurde zudem mit der Jari-Kurri-Trophäe als bester Spieler der Playoffs ausgezeichnet.
Nach diesem Erfolg verließ er den Verein und wurde vom KHL-Neuling HK Donbass Donezk verpflichtet und absolvierte für Donbass 37 KHL-Partien und gewann auch den IIHF Continental Cup, ehe er im Mai 2013 zu JYP zurückkehrte. Bis 2021 stand er für JYP auf dem Eis, bevor der Wechsel zum Ligakonkurrenten Mikkelin Jukurit folgte. Seine Karriere ließ er ab Dezember 2021 beim französischen Verein Brûleurs de Loups de Grenoble ausklingen.

### International
Für Finnland nahm Tuppurainen in den Jahren 2010, 2012, 2013 und 2015 an der Euro Hockey Tour teil. Zudem gehörte er dem Kader der finnischen Nationalmannschaft bei der Weltmeisterschaft 2012 an und wurde in zwei Spielen eingesetzt, wobei er ein Tor vorbereitete.

## Erfolge und Auszeichnungen
- 2009 Finnischer Meister mit JYP Jyväskylä
- 2012 Finnischer Meister mit JYP Jyväskylä
- 2012 Jari-Kurri-Trophäe
- 2012 Beste Plus/Minus-Bilanz der SM-liiga-Playoffs
- 2013 Gewinn des IIHF Continental Cups mit dem HK Donbass Donezk

## Karrierestatistik
(Legende zur Spielerstatistik: Sp oder GP = absolvierte Spiele; T oder G = erzielte Tore; V oder A = erzielte Assists; Pkt oder Pts = erzielte Scorerpunkte; SM oder PIM = erhaltene Strafminuten; +/− = Plus/Minus-Bilanz; PP = erzielte Überzahltore; SH = erzielte Unterzahltore; GW = erzielte Siegtore; 1 Play-downs/Relegation; Kursiv: Statistik nicht vollständig)